# Acanella africana
Acanella africana är en korallart som beskrevs av Kükenthal 1915. Acanella africana ingår i släktet Acanella och familjen Isididae. Inga underarter finns listade i Catalogue of Life.